# NGC 7170
NGC 7170 (również PGC 67848) – galaktyka eliptyczna (E-S0), znajdująca się w gwiazdozbiorze Wodnika. Odkrył ją w 1886 roku Francis Leavenworth.